# Giorgio Pantano
Giorgio Pantano (* 4. Februar 1979 in Padua) ist ein ehemaliger italienischer Automobilrennfahrer.
Er gewann 2000 die deutsche Formel-3-Meisterschaft. Von 2001 bis 2003 war er in der Formel 3000 aktiv. Der zweite Gesamtrang 2002 war seine beste Platzierung in dieser Serie. 2004 nahm er an einigen Rennen der Formel-1-Weltmeisterschaft teil. Anschließend trat er von 2005 bis 2008 in der GP2-Serie an und verließ diese Serie mit dem Meistertitel. 2011 und 2012 nahm er an einzelnen Rennen der IndyCar Series teil.
Pantano ist mit 14 Siegen der nach Siegen erfolgreichste Fahrer in der Klasse unterhalb der Formel 1.

## Karriere

### Anfänge im Motorsport (1994–2000)
Pantano begann seine Motorsportkarriere 1994 im Kartsport, in dem bis 1999 aktiv war. Unter anderem war er zweimal Europameister der Formel A (1995, 1996), sowie dreimaliger italienischer Kartmeister (1993, 1994, 1996).
1999 wechselte er in den Formelsport und wurde 21. in der Euro Open by Nissan. Darüber hinaus trat er zu einem Rennen der britischen Formel-3-Meisterschaft an und belegte den dritten Platz in der Winterserie der Formel Palmer Audi. 2000 ging Pantano in der deutschen Formel-3-Meisterschaft an den Start. Es gelang ihm auf Anhieb, den Meistertitel zu gewinnen. Außerdem machte Pantano bei Testfahrten für Benetton seine ersten Erfahrungen mit einem Formel-1-Auto.

### Formel 3000 (2001–2003)
2001 wechselte Pantano in die internationale Formel-3000-Meisterschaft. Er startete für das Team Astromega und gewann das letzte Saisonrennen in Monza. In der Gesamtwertung belegte er den neunten Platz. Auch 2001 nahm er, diesmal im McLaren, an Formel-1-Testfahrten teil.
2002 absolvierte Pantano Formel-1-Testfahrten für Minardi und Williams. Es gelang ihm jedoch nicht, sich für kein Stammcockpit zu empfehlen. Daher unterschrieb er bei Coloni F3000 und blieb in der Formel 3000. Als Teamkollege von Enrico Toccacelo gewann er die Rennen in Barcelona, Hockenheim und Spa-Francorchamps und stand bei zwölf Rennen sieben Mal auf dem Podium. Am Ende wurde er mit zwei Punkten Rückstand auf Sébastien Bourdais Vizemeister. 2003 startete Pantano im dritten Jahr in der Formel 3000. Er wechselte als Teamkollege von Raffaele Giammaria zu Durango. Pantano gewann die Rennen in Barcelona und Magny-Cours und belegte in der Meisterschaft den dritten Platz.

### Formel 1 (2004)

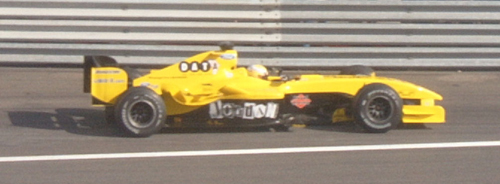
Pantano im Jordan (2004)

2004 wechselte Pantano in die Formel 1 und startete an der Seite von Nick Heidfeld für Jordan. Er fuhr überwiegend im hinteren Feld und zwei 13. Plätze waren seine besten Resultate. Beim Großen Preis von Kanada wurde er für ein Rennen durch Timo Glock ersetzt, der auf Anhieb in die Punkte fuhr. Daraufhin übernahm wieder Pantano das Cockpit bis zum Großen Preis von Italien, nach welchem er endgültig durch Glock ersetzt wurde. Die Saison beendete er punktlos auf dem 24. Platz in der Weltmeisterschaft
Pantano kehrte anschließend nicht mehr in die Formel 1 zurück. Er startete bei 14 Grand Prix.

### GP2-Serie und IndyCar-Debüt (2005–2008)
2005 wechselte Pantano in die GP2-Serie, der Nachfolgeserie der Formel 3000. Als Teamkollege von Adam Carroll startete er für Super Nova Racing. Pantano gewann zwar kein Rennen, er aber stand sechs Mal auf dem Podium. Im Gesamtklassement belegte Pantano am Ende den sechsten Platz hinter seinem Teamkollegen Carroll. Darüber hinaus debütierte Pantano 2005 in der IndyCar Series. Für Chip Ganassi Racing trat er zu zwei Rennen auf Straßenkursen an. Nachdem er in seinem ersten Rennen ausgefallen war, verpasst er als Vierter in Watkins Glen nur knapp das Podium.
2006 versuchte Pantano, in die Champ Car World Series zu wechseln, doch seine Bemühungen waren nicht erfolgreich. Daher kehrte er im Laufe der Saison in die GP2-Serie zurück. Er startete für das Team von Giancarlo Fisichella, das in der Formel 3000 noch unter dem Namen Coloni am Start war. Pantano kehrte somit zu dem Team zurück, mit dem er 2002 den Meistertitel nur knapp verpasst hatte. Pantano gewann drei Rennen, unter anderem beide Heimrennen in Monza. In der Gesamtwertung belegte er den fünften Platz, obwohl er an den ersten drei Rennwochenenden nicht teilgenommen hatte. 2007 blieb Pantano erneut in der GP2-Serie, wechselte jedoch zu Campos Grand Prix. Als Teamkollege von Witali Petrow wurde er Dritter der Gesamtwertung hinter Timo Glock und Lucas di Grassi. Pantano gewann die Hauptrennen in Magny-Cours und Monza.

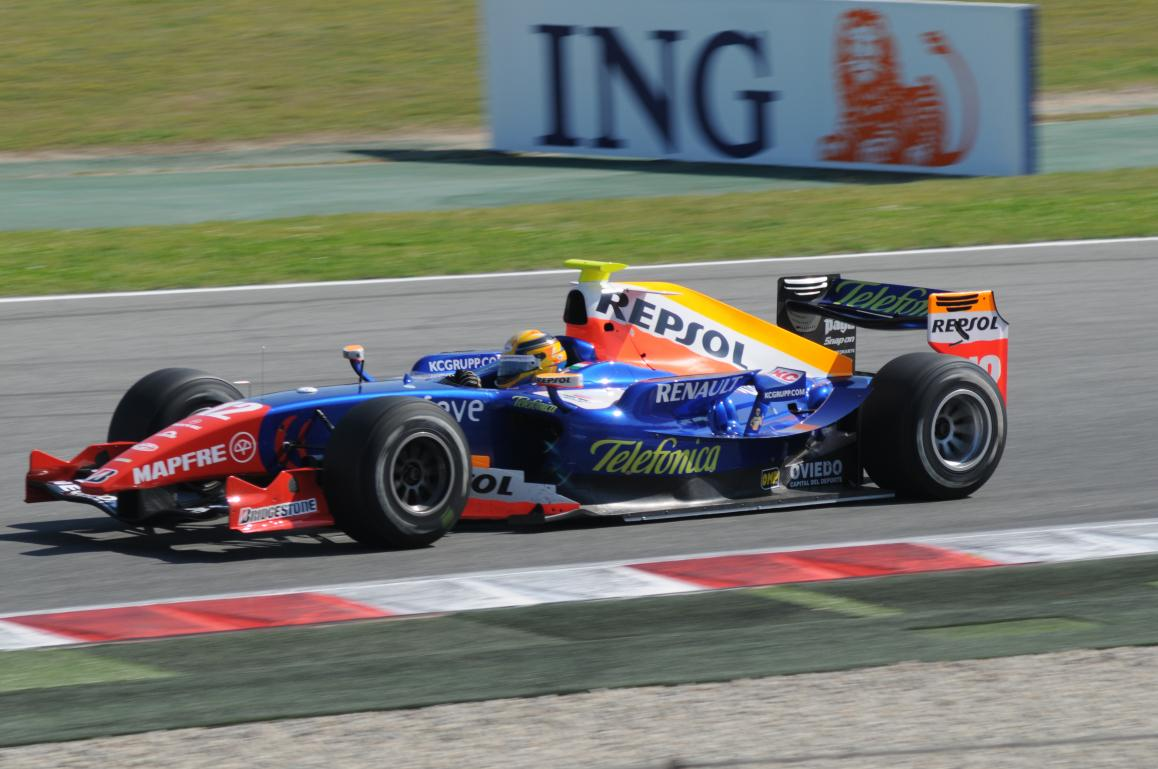
Giorgio Pantano während des Hauptrennens der GP2-Serie in Barcelona 2008

2008 absolvierte Pantano seine vierte Saison in der GP2-Serie. Er wechselte erneut das Team und fuhr für Racing Engineering. Sein Teamkollege war Javier Villa. Beim zweiten Hauptrennen der Saison in Istanbul feierte er seinen ersten Saisonsieg. Mit weiteren gewonnenen Hauptrennen in Magny-Cours, Silverstone und Hockenheim arbeitete sich Pantano an die Spitze der Fahrerwertung vor. Das Rennwochenende in Mogyoród verlief für Pantano weniger erfolgreich: Nach Platz 14 im Hauptrennen fuhr er im Sprintrennen auf Platz fünf vor. Beim ersten Rennen auf dem neuen Stadtkurs in Valencia startete Pantano von der Pole-Position, dominierte das Rennen und fuhr die schnellste Rennrunde. Doch eine Kurve vor der Zielgeraden blieb Pantano mit leerem Tank stehen. Den Sieg erbte sein ehemaliger Teamkollege Petrow. Da Pantanos Rivale um den Titel Bruno Senna ebenfalls Treibstoffprobleme hatte, blieb die Situation in der Meisterschaft unverändert. Im Sprintrennen am nächsten Tag erzielte Pantano den dritten Platz. In Spa-Francorchamps wurde Pantano nach einer Kollision mit Lucas di Grassi vom Rennwochenende ausgeschlossen. Bei der letzten Veranstaltung in Monza wurde Pantano in Führung liegend mit einer Durchfahrtsstrafe belegt und fiel auf Platz zehn zurück. Da sein Rivale um den Meistertitel im Hauptrennen nicht genügend Punkte holte, wurde er bereits am Samstag GP2-Meister. Bruno Senna wurde schlussendlich mit neun Punkten Rückstand Vizemeister. Pantano trat 2008 außerdem zu Rennen der International GT Open an, die sein Debüt im GT-Sport darstellten.
Seit dem Rennwochenende in Silverstone 2008 ist Pantano der Fahrer mit den meisten Siegen in der Klasse unterhalb der Formel 1 (Formel 2/Formel 3000/GP2-Serie). Pantano gewann insgesamt 14 Formel-3000/GP2-Rennen und somit einen mehr als Mike Thackwell mit 13 Formel-2/Formel-3000-Siegen. Mit neun Siegen ist Pantano ebenfalls der Fahrer mit den meisten GP2-Siegen. Pantano war zudem bis 2012 der bisher einzige GP2-Meister, der anschließend an keinem Formel-1-Grand-Prix teilnahm.

### Superleague Formula und Auto GP (2009–2010)
Für 2009 fand Pantano zunächst kein Cockpit und startete schließlich für das von Azerti Motorsport betreute Team des AC Mailand in der Saison 2009 der Superleague Formula, in der er ein Rennen gewann. 2010 wechselte Pantano in die Auto GP zu Super Nova Racing, für die er bereits eine Saison in der GP2-Serie absolviert hatte. Nach drei Rennwochenenden verließ er sein Team und trat jeweils bei einem Rennwochenende für Euronova Racing und für Ombra Racing an. Am Saisonende belegte mit einem dritten Platz als bestes Resultat den 13. Gesamtrang. Außerdem nahm Pantano in dieser Saison an vier Rennen der Trofeo Abarth 500 Italia teil. Dabei erzielte er zwei Siege und wurde Neunter in der Meisterschaft.

### IndyCar Series (2011–2012)
Nachdem Pantano ab Jahresbeginn erneut ohne Cockpit war, wurde er im August 2011 von Dreyer & Reinbold Racing für drei IndyCar-Rennen unter Vertrag genommen. Er vertrat Justin Wilson, der verletzungsbedingt pausierte auf den Straßenkursen. Gleich in seinem ersten Rennen verbesserte er sich vom elften auf den sechsten Platz. Er wurde allerdings von der Rennleitung auf die 17. Position versetzt, da ihm absichtliches Blocken gegenüber Bourdais in der letzten Kurve unterstellt wurde. Bei seinem letzten Einsatz erzielte er die schnellste Runde. Am Saisonende lag er auf dem 36. Gesamtrang.
2012 nahm Pantano für Chip Ganassi Racing an einem IndyCar-Rennen teil. Er vertrat dabei den regulären Piloten Charlie Kimball, der verletzt ausfiel. Pantano, der zuvor noch nie das Fahrzeug getestet hatte, erreichte auf dem 14. Platz das Ziel.

## Sonstiges
Pantano wohnt zurzeit sowohl in London als auch noch in seinem Geburtsort Padua. Mitte 2008 bekannte Nico Rosberg, dass er in seiner Kart-Zeit ein Fan von Pantano war.

## Statistik

### Karrierestationen
| - 1994–1999: Kartsport - 1999: Euro Open by Nissan (Platz 21) - 1999: Britische Formel 3 - 1999: Formel Palmer Audi, Winterserie (Platz 3) - 2000: Deutsche Formel 3 (Meister) - 2001: Formel 3000 (Platz 9) - 2002: Formel 3000 (Platz 2) | - 2002: Formel 1 (Testfahrer) - 2003: Formel 3000 (Platz 3) - 2004: Formel 1 (Platz 24) - 2005: GP2-Serie (Platz 6) - 2005: IndyCar Series (Platz 26) - 2006: GP2-Serie (Platz 5) - 2007: GP2-Serie (Platz 3) | - 2008: GP2-Serie (Meister) - 2008: International GT Open (Platz 35) - 2009: Superleague Formula - 2010: Auto GP (Platz 13) - 2010: Trofeo Abarth 500 Italia (Platz 9) - 2011: IndyCar Series (Platz 36) - 2012: IndyCar Series (Platz 31) |

### Statistik in der Formel-1-Weltmeisterschaft

#### Gesamtübersicht
| Saison | Team        | Chassis     | Motor                 | Rennen | Siege | Zweiter | Dritter | Poles | schn. Rennrunden | Punkte | WM-Pos. |
| ------ | ----------- | ----------- | --------------------- | ------ | ----- | ------- | ------- | ----- | ---------------- | ------ | ------- |
| 2004   | Jordan Ford | Jordan EJ14 | Ford Cosworth 3.0 V10 | 14     | –     | –       | –       | –     | –                | –      | 24.     |
| Gesamt | Gesamt      | Gesamt      | Gesamt                | 14     | –     | –       | –       | –     | –                | –      |         |

#### Einzelergebnisse
| Saison | 1  | 2  | 3   | 4   | 5   | 6  | 7 | 8   | 9  | 10  | 11 | 12  | 13  | 14  | 15 | 16 | 17 | 18 |
| ------ | -- | -- | --- | --- | --- | -- | - | --- | -- | --- | -- | --- | --- | --- | -- | -- | -- | -- |
| 2004   |    |    |     |     |     |    |   |     |    |     |    |     |     |     |    |    |    |    |
| 14     | 13 | 16 | DNF | DNF | DNF | 13 |   | DNF | 17 | DNF | 15 | DNF | DNF | DNF |    |    |    |    |

| Legende  | Legende            | Legende                                                          |
| Farbe    | Abkürzung          | Bedeutung                                                        |
| -------- | ------------------ | ---------------------------------------------------------------- |
| Gold     | –                  | Sieg                                                             |
| Silber   | –                  | 2. Platz                                                         |
| Bronze   | –                  | 3. Platz                                                         |
| Grün     | –                  | Platzierung in den Punkten                                       |
| Blau     | –                  | Klassifiziert außerhalb der Punkteränge                          |
| Violett  | DNF                | Rennen nicht beendet (did not finish)                            |
| Violett  | NC                 | nicht klassifiziert (not classified)                             |
| Rot      | DNQ                | nicht qualifiziert (did not qualify)                             |
| Rot      | DNPQ               | in Vorqualifikation gescheitert (did not pre-qualify)            |
| Schwarz  | DSQ                | disqualifiziert (disqualified)                                   |
| Weiß     | DNS                | nicht am Start (did not start)                                   |
| Weiß     | WD                 | zurückgezogen (withdrawn)                                        |
| Hellblau | PO                 | nur am Training teilgenommen (practiced only)                    |
| Hellblau | TD                 | Freitags-Testfahrer (test driver)                                |
| ohne     | DNP                | nicht am Training teilgenommen (did not practice)                |
| ohne     | INJ                | verletzt oder krank (injured)                                    |
| ohne     | EX                 | ausgeschlossen (excluded)                                        |
| ohne     | DNA                | nicht erschienen (did not arrive)                                |
| ohne     | C                  | Rennen abgesagt (cancelled)                                      |
| ohne     | keine WM-Teilnahme |                                                                  |
| sonstige | P/fett             | Pole-Position                                                    |
| sonstige | 1/2/3/4/5/6/7/8    | Punktplatzierung im Sprint-/Qualifikationsrennen                 |
| sonstige | SR/kursiv          | Schnellste Rennrunde                                             |
| sonstige | *                  | nicht im Ziel, aufgrund der zurückgelegten Distanz aber gewertet |
| sonstige | ()                 | Streichresultate                                                 |
| sonstige | unterstrichen      | Führender in der Gesamtwertung                                   |

### Einzelergebnisse in der IndyCar Series
| Saison | Team                             | 1   | 2   | 3   | 4   | 5    | 6    | 7    | 8   | 9   | 10  | 11  | 12     | 13  | 14     | 15     | 16     | 17  | 18  | Punkte | Rang |
| ------ | -------------------------------- | --- | --- | --- | --- | ---- | ---- | ---- | --- | --- | --- | --- | ------ | --- | ------ | ------ | ------ | --- | --- | ------ | ---- |
| 2005   | Target Chip Ganassi Racing       | HMS | PHX | STP | MOT | INDY | TXS  | RIR  | KAN | NSH | MIL | MIS | KTY    | PPI | SNM 14 | CHI    | WGL 4  | FON |     | 48     | 26.  |
| 2011   | Dreyer & Reinbold Racing         | STP | ALA | LBH | SAO | INDY | TXS1 | TXS2 | MIL | IOW | TOR | EDM | MDO    | NHA | SNM 17 | BAL 26 | MOT 16 | KTY | LSV | 37     | 36.  |
| 2012   | Novo Nordisk Chip Ganassi Racing | STP | ALA | LBH | SAO | INDY | DET  | TXS  | MIL | IOW | TOR | EDM | MDO 14 | SNM | BAL    | FON    |        |     |     | 16     | 31.  |

| Farbe      | Bedeutung                                          |
| ---------- | -------------------------------------------------- |
| Gold       | Sieger                                             |
| Silber     | 2. Platz                                           |
| Bronze     | 3. Platz                                           |
| Grün       | 4. und 5. Platz                                    |
| Hellblau   | 6. bis 10. Platz                                   |
| Dunkelblau | Rennen beendet (außerhalb der ersten zehn Piloten) |
| Violett    | Rennen nicht beendet                               |
| Rot        | nicht qualifiziert (DNQ)                           |
| Schwarz    | disqualifiziert (DSQ)                              |
| Weiß       | nicht am Start (DNS)                               |
| Weiß       | zurückgezogen (WD)                                 |
| Weiß       | Rennen abgesagt (C)                                |
| Blanko     | nicht teilgenommen                                 |
| Blanko     | nicht erschienen (DNA)                             |
| Blanko     | verletzt oder krank (INJ)                          |
| Blanko     | ausgeschlossen (EX)                                |